# Bryobia ylikiensis
Bryobia ylikiensis är en spindeldjursart som först beskrevs av Hatzinikolis och Emmanouel 1993.  Bryobia ylikiensis ingår i släktet Bryobia och familjen Tetranychidae. Inga underarter finns listade.